# Сан-Франсиско-де-Макорис
Сан-Франсиско-де-Макорис (исп. San Francisco de Macorís) — третий по величине город в Доминиканской Республике. Находится в провинции Дуарте в долине El Cibao, в северо-восточной части острова.
Население города составляет около 175,5 тыс. человек (июль 2009 года).
Известен из-за туризма, производства и культурных мест и в особенности за счёт хорошего проведения отпуска или досуга. Также жители города сыграли значительную роль в формировании Доминиканской истории.

## История
20 сентября 1778 года Испанский король Карл III подписал документы, где разрешил официальное основание Сан-Франциско-де-Макорис.
Этимология
Название Сан-Франциско-де-Макорис происходит от слиянии имён святого Франциска, покровителя францисканского ордена (религиозной организации из Италии, которая пришла на эту территорию во время колонизации) и старинного названии территории Макорис (итал. Macorix).

## География
Сан-Франсиско-де-Макорис расположен между северным хребтом и Сибао в южной части. Температура в течение года колеблется от 16° градусов до 32° градусов. На этой территории редко бывают ураганы и очень жаркие погоды. Правда происходят наводнения во время сезона дождей, которые проходят обычно в мае месяце. Также существуют холмы на севере, которые дают потрясающий вид на город.

## Население
По данным Национальной переписи населения в 2002 году состав населения в Сан-Франсиско-де-Макорис входит среднего класса 69 %, бедных 21 %, нищенты 2 %, а также прослойка богатых людей составляет 8 %.

### Религия
В городе имеется Католическая Церковь. Найти церковь другой веры будет, проблематично так как 95 % населения страны составляют католики.

## Экономика

### Сельское хозяйство
В районах города выращивают какао, кофе, фрукты, рис, сахарный тростник а также собирают мед. Также занимаются животноводством.

### Транспорт и связь
В городе как и во всей стране хорошо развита сеть автобусных маршрутов. Также имеются перевозки на такси, маршрутки а также такси-мотоцикл и общественный транспорт.

## Спорт
В Сан-Франсиско была создана бейсбольная команда Gigantes del Cibao
в которой играют Альберт Пуйол и Жозе Рейес. Команда играет в главной бейсбольной лиге а также выступает на международной арене.

## Достопримечательности

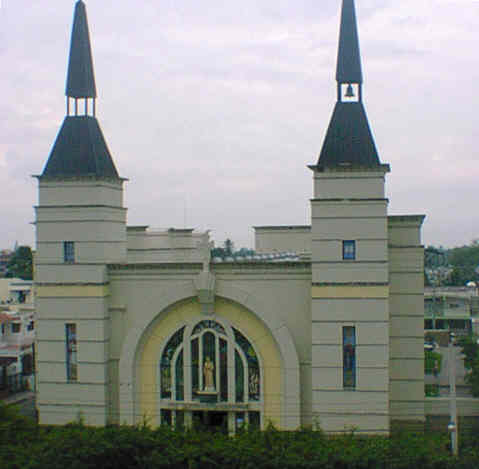
Собор Святой Анны

Собор Святой Анны (Santa Ana Cathedral) — в архитектуре этого собора была использована смесь Готической и Современной архитектуры.
The Montecito de Oracion (Монтесито де Орасион) — является духовным местом который любят посещать как и местные жители, так и туристы. Находится 1-½ км вдоль шоссе San Francisco Villa Tapia (Сан-Франциско Вилла Тапиа).

### Парки
Парк Дуарте — находится в центре города. Считается самым посещаемым местом в городе. Известен тем что в парке проходят муниципальные мероприятия. Вечером устраиваются развлекательные представления.
Парк Лос Мартирес — находится на Антонио Гузман Фремандез Авеню (Antonio Guzman Fremandez Avenue), напротив бургер кинга и кинотеатра. В этом парке можно увидеть ночную жизнь города.

### Развлечения
В городе расположены десятки ресторанов, баров и клубов для проведения досуга и развлечений.
Например: одним из известных клубов города является San Diego Campo Club (4 Звезды), находится около отеля Лас Кэобас (Las Caobas Hotel). Клуб посещается активнее всего в течение летнего сезона. Посетителями клуба является в основном население Сан-Франциско а также приходят сюда отдохнуть приезжие туристы. Для доступа в клуб нужно быть зарегистрированным членом клуба.